# Fidel Aguilar
Fidel Aguilar y Marcó (Gerona, 20 de julio de 1894-Gerona, 21 de febrero de 1917) fue un precoz escultor gerundense que a pesar de que murió con solo 22 años consiguió un cierto reconocimiento en su campo.

## Biografía
Nació el 20 de julio de 1894 en la calle de la Cort Reial de Gerona, aunque más tarde se trasladaría junto con su familia a la calle de la Força de la misma ciudad. En 1905, ingresó en el seminario a petición de sus padres aunque lo dejó por falta de vocación. A partir de entonces se interesó por la talla de la madera, convirtiéndola en su profesión. Asistió a clases de la Escuela de Bellas Artes de Gerona durante un tiempo, aunque se caracterizó por ser un artista autodidacta.
Después de unos años trabajando como tallista en un taller, en 1909 cuando tan solo tenía 15 años, decidió abrir, junto con un compañero, un taller propio de tallista de muebles por encargo y restauración. Poco después, se hizo cargo él solo del taller. Durante esa época aprovechaba su tiempo libre para realizar dibujos, bocetos en barro y pequeñas tallas de madera. Más tarde, se acercó al arte de la escultura en piedra.

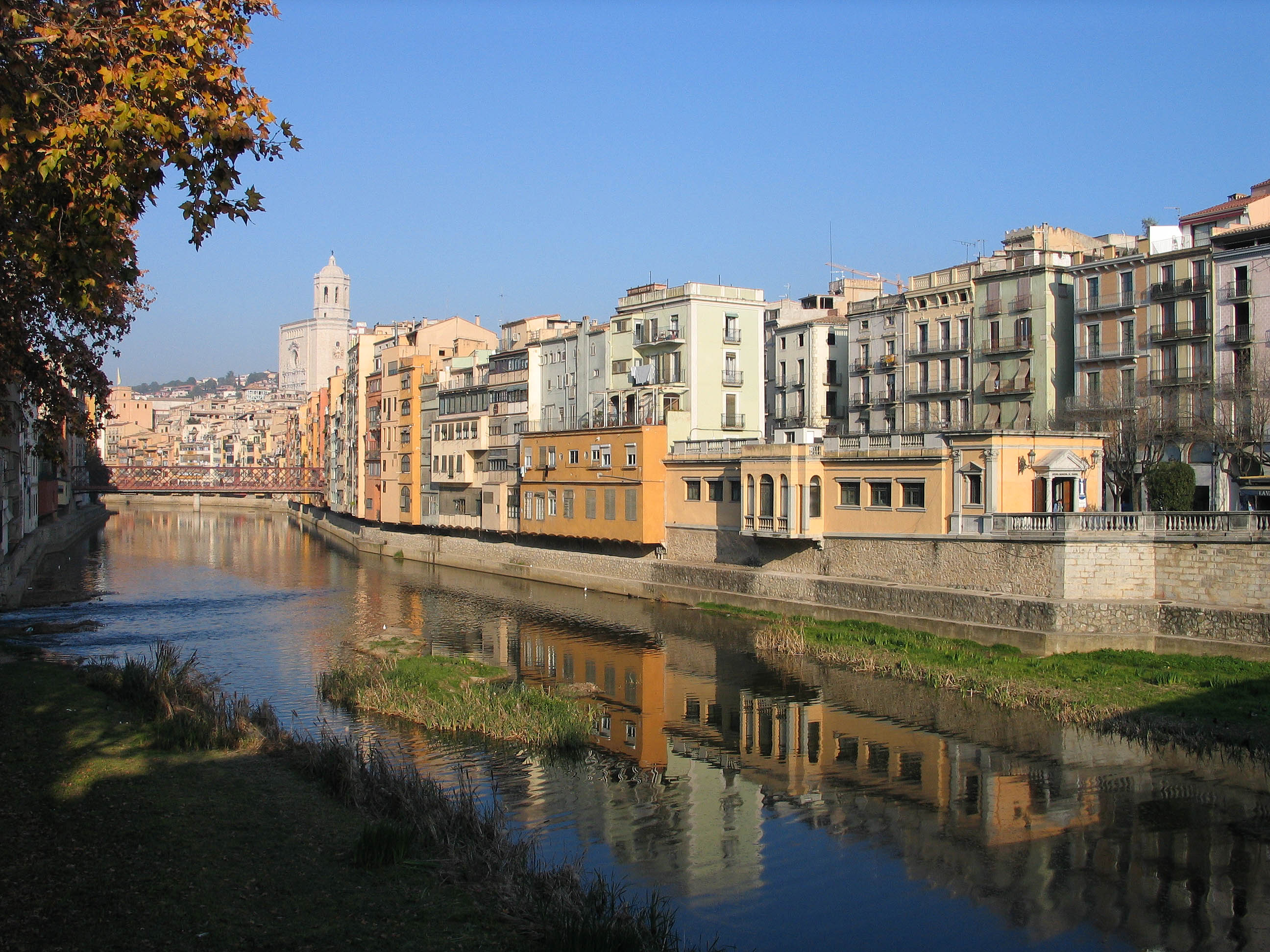
Gerona, con el edificio de la Sala Fidel Aguilar en primer plano

Hacia el año 1914, conoció Xavier Montsalvatge y Rafael Masó pertenecientes a Athenea, uno de los focos difusores del pensamiento novecentismo gerundense. Ellos le animaron a seguir con su creación artística, al tiempo que promocionaban su obra. A partir de 1915, realizó diversos proyectos en colaboración con el arquitecto Rafael Masó, como muebles para la casa Ensesa de Gerona o relieves para la casa Casas.
En 1916, decidió trasladarse a Barcelona para ampliar horizontes y dedicarse más profundamente al arte de la escultura en piedra, sin embargo, pocos días después tuvo que volver a Gerona al caer enfermo.

El objeto predilecto de mis aficiones es poder trabajar en piedra. [...] Yo quiero ser, trabajar, correr, ser hombre, formarme en mi arte, adquirir conocimientos, ampliar mis horizontes ...

Murió repentinamente el 21 de febrero de 1917 en Gerona, a causa de una perforación de estómago.
Desde 1976 una de las Salas Municipales de Exposiciones de Gerona fue bautizada con el nombre del escultor, después de que a partir de la década de 1970 se empezara a reivindicar su figura.

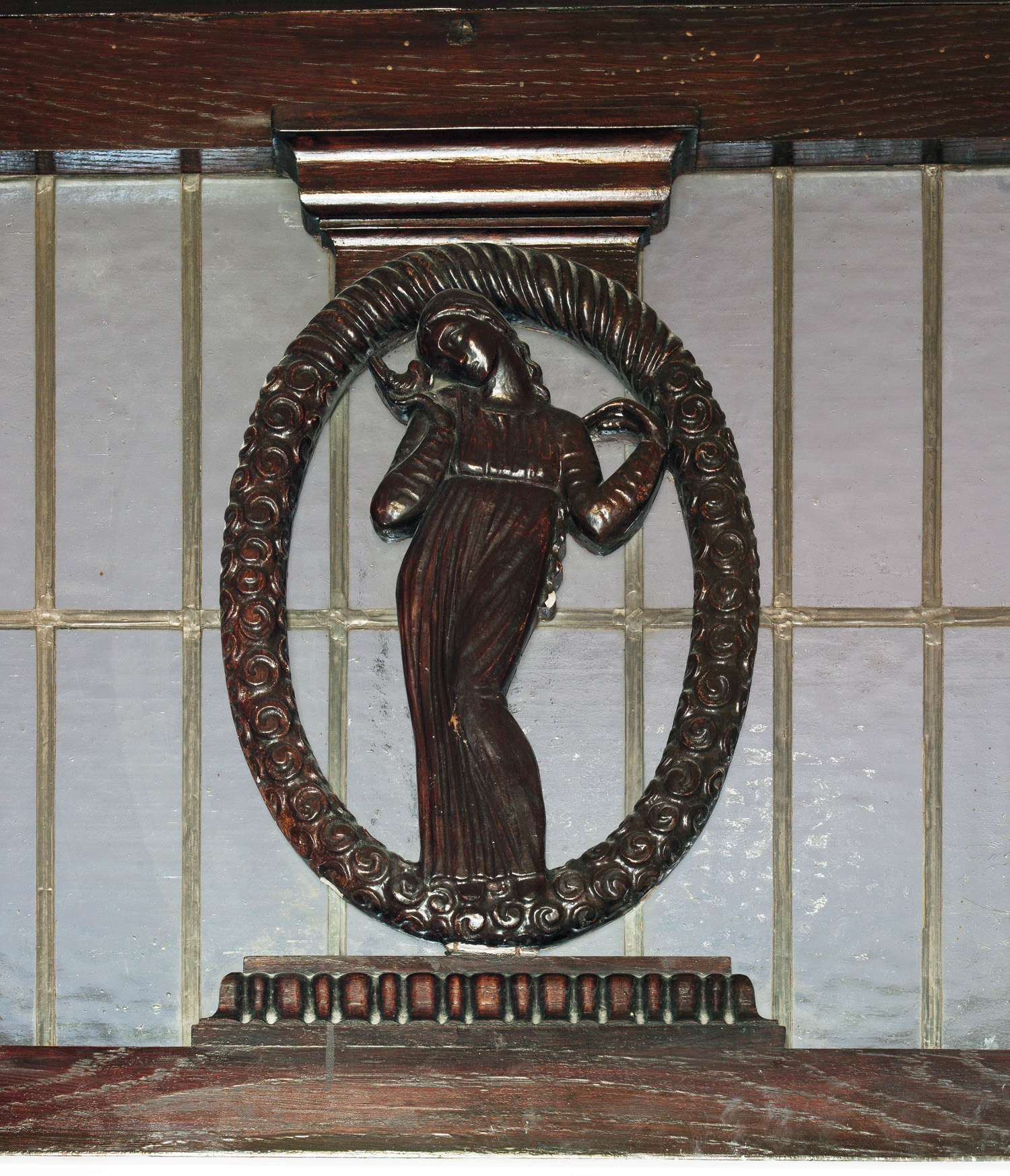
Fidel Aguilar. Figura femenina con pájaro, dentro de una garlanda c. 1916. Fundació Rafael Masó

En la Fundación Rafael Masó se conservan diversas obras de Fidel Aguilar.